# Perito tessile
Nell'attuale sistema scolastico italiano, il corso di Perito industriale dell'Istruzione Tecnica si articola in un biennio comune ed un successivo triennio di specializzazione. Tra questi vi è il Perito Industriale a indirizzo Tessile specializzato in "Confezione Industriale" e il Perito Industriale a indirizzo Tessile specializzato in "Produzione dei Tessili".

## Profilo professionale
Il corso per conseguire il Diploma di Perito Industriale a indirizzo Tessile fornisce nozioni per poter essere in grado di:
- leggere le dinamiche evolutive della moda e del mercato;
- ideare e progettare collezioni;
- conoscere le problematiche connesse al passaggio dalla creatività alla industrializzazione, alla competitività produttiva e del mercato;
- conoscere la gestione ed il controllo dei processi produttivi tessili, con particolare riferimento alla scelta delle materie prime, alla sequenza dei piani di lavoro, ai problemi dei costi e del controllo di qualità;
- conoscere gli aspetti fondamentali dell'infortunistica e dell'igiene del lavoro nel proprio settore.[2]

## Materie
III ANNO:
Religione o attività alternative; Lingua e lettere italiane; Storia; Lingua straniera; Matematica; Meccanica applicata; Automazione; Chimica Tessile e Tecnologie di nobilitazione dei prodotti tessili ; Moda Disegno e Progettazione e industrializzazione; Tecnologie Tessile dell'Abbigliamento e organizzazione della produzione; Educazione fisica.
IV ANNO:
Religione o attività alternative; Lingua e lettere italiane; Storia; Lingua straniera; Matematica; Automazione; Economia ed organizzazione aziendale; Chimica Tessile e Tecnologie di nobilitazione dei prodotti tessili ; Moda Disegno e Progettazione e industrializzazione; Tecnologie Tessile dell'Abbigliamento e organizzazione della produzione; Educazione fisica.
V ANNO:
Religione o attività alternative; Lingua e lettere italiane; Storia; Lingua straniera; Matematica; Automazione; Economia ed organizzazione aziendale; Chimica Tessile e Tecnologie di nobilitazione dei prodotti tessili ; Moda Disegno e Progettazione e industrializzazione; Tecnologie Tessile dell'Abbigliamento e organizzazione della produzione; Educazione fisica. 